# Shuqualak
Shuqualak è una città (town) degli Stati Uniti d'America, situata nella contea di Noxubee, nello Stato del Mississippi.